# 邱皮沟街道
邱皮沟街道，是中华人民共和国辽宁省葫芦岛市南票区下辖的一个乡镇级行政单位。

## 行政区划
邱皮沟街道下辖以下地区：
朝阳社区和曙光社区。